# Peter W. Graham
Peter W. Graham (* 1980) ist ein US-amerikanischer Physiker.
Graham studierte an der Harvard University mit dem Bachelor-Abschluss und wurde 2007 an der Stanford University promoviert. 2010 wurde er dort Assistant Professor.
Er befasst sich mit Physik jenseits des Standardmodells, sowohl theoretisch als auch über Vorschläge neuartiger Experimente unter Verwendung von Techniken aus Astrophysik, Atomphysik und Festkörperphysik.
Er schlug mit Surjeet Rajendran und anderen das Cosmic Axion Spin Precession Experiment (CASPEr) vor, das Axione als Kandidaten für Dunkle Materie detektieren soll  mit Hilfe von NMR, und das DM Radio Pathfinder Experiment, das Dunkle Materie im Sektor Versteckter Photonen und Axionen suchen soll mit Magnetometrie und elektromagnetischer Resonanz. Er schlug auch vor mit Rajendran und anderen, Gravitationswellen mit Atominterferometrie zu detektieren.
Er schlug mit David Kaplan und Surjeet Rajendran eine Lösung des Hierarchieproblems mit dynamischer Relaxation im frühen Universum statt wie üblicherweise mit neuer Physik (wie Supersymmetrie, Extradimensionen) auf der elektroschwachen Skala des Standardmodells vor (oder dem Anthropischen Prinzip). Das die Inflationsdynamik bestimmende Relaxion-Feld legt nach dem Modell von Graham auch die Higgsmasse fest und der Wert des Relaxionfeldes liegt heute nahe einem von dessen vielen lokalen Minima. Am Beginn des Universums hatte es aber sehr viel höhere Werte mit einer dazugehörigen Higgs-Masse möglicherweise auf der Planck-Skala.  In der einfachsten Version umfasst das Modell von Graham und Kollegen zusätzlich zum Standardmodell  Inflation und ein QCD-Axion, das mit dem Relaxion identifiziert wird. Sobald die Quarks über das Higgsfeld Masse erhalten wird das Axion/Relaxion-Feld umgekehrt durch Wechselwirkung mit den Quarks eingefroren. Das Modell wurde durch einen ähnlichen Mechanismus angeregt, mit dem Larry Abbott 1984 erklären wollte, warum die Kosmologische Konstante so klein ist. Die einfachste Version des Modells, die das Relaxion mit dem Axion identifiziert, ist aber von anderen kritisiert worden und muss wahrscheinlich modifiziert werden. Das Axion ist bereits ein Kandidat für Dunkle Materie und wurde ursprünglich als Lösung des starken CP-Problems im Standardmodell eingeführt. Das Modell von Graham und Kollegen fand auch Aufmerksamkeit, da bisher am LHC keine supersymmetrischen Teilchen entdeckt wurden, die bis dahin als aussichtsreichste Erklärung des Hierarchieproblems galten.
2017 erhielt er den New Horizons in Physics Prize mit Asimina Arvanitaki und Surjeet Rajendran für die Entwicklung neuer experimenteller Überprüfungen der Physik jenseits des Standardmodells. 2014 erhielt er einen Early Career Award des Department of Energy und er war Terman Fellow in Stanford.